# Pro-Demokratie-Lager (Macau)
Das Pro-Demokratie-Lager (chinesisch 民主派, englisch pro-democracy camp – „demokratisches Lager, prodemokratisches Lager“ oder 泛民主派, kurz 泛民, englisch pan-democracy camp – „pandemokratisches Lager“)  umfasst alle Politiker und Aktivisten aus der Gesellschaft, die eine umfassendere Demokratisierung der Sonderverwaltungszone Macau fordern, die zwar Teil der Volksrepublik China ist, entsprechend der Gemeinsamen Erklärung über die Macau-Frage aber in Wirtschaftspolitik und Verwaltung über Autonomierechte verfügt. Der Gegenspieler des Pro-Demokratie-Lagers ist das Pro-Peking-Lager.

## Ziele
Obwohl das Pro-Peking-Lager einschließlich der Regierung Macaus die kommunistische Regierung der Volksrepublik China unterstützt, ist es stark wirtschaftsliberal geprägt. Ihm wird oft vorgeworfen, ausschließlich im Sinne der einflussreichen Spielbanken zu handeln. Diese Kritik kommt häufig aus dem Pro-Demokratie-Lager, welches die Regierung Macaus in der Verantwortung sieht, mehr für Sozialleistungen für die Bürger zu tun, indem zum Beispiel das Gesundheitssystem ausgebaut wird. Das Pro-Demokratie-Lager steht wirtschaftlich überwiegend links des Pro-Peking-Lagers. Für eine tatsächliche Demokratisierung Macaus fordert das Pro-Demokratie-Lager ein allgemeines Wahlrecht, da der Regierungschef Macaus nicht direkt von den Bürgern, sondern von einem Wahlkomitee, gewählt wird. Neben dem Anprangern mangelhafter Partizipationsrechte setzt sich das Pro-Demokratie-Lager auch dafür ein, dass Pressefreiheit, Meinungsfreiheit und Bürgerrechte in Macau gewahrt werden.

## Schwierigkeiten
Die Zivilgesellschaft in Macau ist schwächer ausgeprägt als sie es beispielsweise in Hongkong ist. Dadurch ist das Interesse der Bürger an der Politik eher gering. Die Bürger in Macau fordern vor allem eine pragmatische Politik, die weniger auf Ideologie und Auseinandersetzungen zwischen beiden Lagern beruht. Solange die Politiker des Pro-Peking-Lagers Souveränität und Verlässlichkeit zeigen, haben die Bürger kein Verlangen nach Veränderung ihrer politischen Führung, die seit jeher vom Pro-Peking-Lager dominiert wird. Die Politiker des Pro-Demokratie-Lagers können teilweise sogar eine abstoßende Wirkung hervorrufen, da sie mit ihren Forderungen der Demokratisierung eine Gefahr für ein pragmatisch funktionierendes System darstellen und die gewohnte Ordnung aus dem Gleichgewicht bringen könnten. Dieses pragmatisch funktionierende System ist den Bürgern durchaus wichtiger als eine weitreichendere Demokratisierung Macaus; die Gesellschaft ist eher schwach politisiert, weil ein Großteil der Einwohner aus anderen Teilen der Volksrepublik China nach Macau einwanderte und sie von dort die Unterstützung der Regierung der Volksrepublik China und ein starres politisches System gewohnt sind.
Zwar arbeiten die Vertreter des Pro-Demokratie-Lagers in Macau zusammen, um ihre politischen Ziele durchzusetzen, von Einigkeit innerhalb des Lagers kann allerdings keine Rede sein. Die aktuell vier von 33 Sitze in der Gesetzgebenden Versammlung entfallen auf drei Parteien, sodass es keine eine große Partei des Pro-Demokratie-Lagers gibt, sondern eine Zersplitterung dieses Lagers vorliegt. Mit mehreren Organisationen Geschlossenheit und Souveränität gegenüber den Wählern zu zeigen, stellt das Pro-Demokratie-Lager vor eine Herausforderung. Gründe für die Zersplitterung sind zum Beispiel Streitigkeiten über das Vorgehen beim Kampf für mehr Demokratie. So haben sich zum Beispiel zwei Abgeordnete von der Associação Novo Macau distanziert und die Organisation sogar verlassen, weil die Organisation ihrer Meinung nach mittlerweile zu radikaldemokratisch auftritt und diese Oppositionshaltung in einem doch repressiven System, welches von der Volksrepublik China gelenkt wird, gefährlich für Politiker ist. Der heute einzige Abgeordnete für die Organisation, Sulu Sou Ka Hou, wurde später tatsächlich von seinem Abgeordnetenmandat suspendiert, da er sich bei einer Demonstration falsch verhalten hat. Dieses Ereignis zeigt, dass eine zu starke Kritik am politischen System von Macau beziehungsweise der Volksrepublik China auch im eigentlich demokratischen Macau gefährlich werden kann.
Die Vertreter des Pro-Demokratie-Lagers in Macau befürworten nicht nur eine weitere Demokratisierung Macaus; sie setzen sich auf für Aktivisten und demokratische Bewegungen in der Volksrepublik China ein. Durch das Ziel der Demokratisierung verfolgen sie auch ein ähnliches Ziel wie das Pro-Demokratie Lager in Hongkong beziehungsweise die Republik China.

## Abgeordnete des Pro-Demokratie-Lagers
Die folgende Liste führt alle Parteien und Politiker des Pro-Demokratie-Lagers nach der Parlamentswahl 2017 in der Gesetzgebenden Versammlung auf:
- Associação Novo Macau Democrático (liberaldemokratische Partei)
  - Au Kam San
  - António Ng
- Associação Novo Macau (radikaldemokratische Partei)
  - Sulu Sou Ka Hou
- Nova Esperança (sozialliberale Partei mit besonderem Fokus auf die Portugiesen und Macanesen)
  - José Pereira Coutinho

Über lange Zeit wurde das Pro-Demokratie-Lager hauptsächlich von der Associação Novo Macau vertreten, die durch ihre Spaltung aber Teile ihres Einflusses einbüßen musste.